# Магомедов, Али Алиевич (скульптор)
Магомедов Али Алиевич — народный художник Дагестана, заслуженный художник России (1999). Родился 13 мая 1953 года в селении Гигатль Цумадинского района Дагестанской АССР.
Член Союза художников России, заслуженный деятель искусств Дагестана, лауреат Государственной премии Дагестана.
Тягу к рисованию Али имел с детства. Окончив школу, пытался поступить в Киеве на художественно-графическое отделение института, но не прошёл. Прошёл армейскую службу на Байконуре, где познакомился с лётчиком-космонавтом Алексеем Леоновым, по чьему совету решил поступить на художественно-графический факультет. Обучаясь в Дагестанском педагогическом институте, увлёкся резьбой по дереву и скульптурой.
В 1975 году в Ростове-на-Дону на выставке молодых художников Юга России картина Магомедова «Будни аула» получила высокую оценку. Художник умело передал жизнь народа и красоту природы. Окончив институт, Али работал в школе учителем рисования. Позже его пригласили в Союз художников Дагестана, а в 1989 году приняли в Союз художников СССР.
3 июня 2011 года в Швейцарии, в штаб-квартире Международной федерации объединённых стилей борьбы, открыли Аллею Славы выдающихся спортсменов мира, где среди прочих скульптур была работа Али Магомедова. Это была скульптура пятикратного чемпиона мира Али Зурканаевича Алиева.
Некоторые работы скульптора:
- мемориал событий Чеченской войны в станице Шелковской
- памятник основателю города Назрань К. Мальсагову в Ингушетии
- мемориальный комплекс «Журавли» в селении Цада